# Casteràs
|  | Per a altres significats, vegeu «Casteràs (Bossost)». |

Casteràs (francès Castéras) és un municipi francès situat al departament de l'Arieja i a la regió d'Occitània.